# Hemiphlebium pusillum
Hemiphlebium pusillum là một loài thực vật có mạch trong họ Hymenophyllaceae. Loài này được (Sw.) C. Presl miêu tả khoa học đầu tiên năm 1843.